# Sthenurus
Sthenurus — вимерлий рід родини Кенгурових. 
Етимологія: грец. σθένος — «дужий», грец. οὐρά - хвіст — хвіст, натяк важкозрозумілий, оскільки в 1973 році біли відомі лише зуби, щелепи й фрагменти черепа. Дивовижно, але століття потому, коли було знайдено більш-менш повний матеріал, було виявлено, що дійсно Sthenurus мав дуже потужний хвіст. 
Рід налічує 6 видів. Перші види Procoptodon з'вляються в покладах 4 мільйонрічної давнини й досягають піку розмаїття в пізньому плейстоцені. Усі вони вимерли близько 30000 років тому. Характеристики виду: Sthenurus мали довший череп ніж інші Sthenurinae, лопатоподібні нижні різці, вузькі премоляри.